# Думкрат (фрегат)
«Думкрат» — 32-пушечный парусный фрегат русского флота. Участвовал в Северной войне 1700—1721 годов, в 1708  году был флагманским кораблём Балтийского флота.

## Происхождение названия
Выбор названия «Думкрат» должен был символизировать усиливающиеся силу и мощь России, а также величие деяний её монарха. В изданном по указу царя в 1705 году и широко использовавшемся в России сборнике символов и эмблем различным изображениям домкрата соответствовал девиз: «силою и разумом».

## Описание фрегата

### Архитектура корабля и главные размерения корпуса
По компановочной схеме «Думкрат» представлял собой двухдечный корабль с кормовой надстройкой: галфдеком (шканцами) и ютом.
По своим главным размерениям фрегат соответствовал кораблям V ранга по британской ранговой классификации 1706 года: длина корабля по гондеку равнялась 110 голландским футам или 33,6 метра, ширина по набору корпуса в шхергане без учёта обшивки — 32 голландским футам 10 дюймам или 10 метрам, глубина интрюма — 13 футам или 4 метра.

### Вооружение
Штатное вооружение корабля составляли от 26 до 32 пушек. На нижней палубе (оверлоопдеке) должны были устанавливаться 22 24-фунтовые пушки (по 11 с каждого борта) весом в 168 пудов каждая, на галфдеке — 10 6-фунтовых пушек весом по 56 пудов.
В списке корабельного состава Балтийского флота от 1708 года, составленном английским дипломатом Чарльзом Уитвортом, «Думкрат» фигурирует как корабль с 32 орудиями.
В 1710 году «Думкрат» должен был выйти в «нынешнюю кампанию» в море с вооружением в 26 корабельных орудий, основным калибром указаны 24 фунтовые пушки.

### Экипаж
Экипаж корабля мог достигать 200 человек, так на 1710 год он составлял из 195 человек команды и 5 офицеров.
Командиры
Командирами фрегата «Думкрат» в составе российского флота в разное время служили:
- младший капитан Бенджамен (Вениамин, Бенс) Эдвард (1707 год);
- адмирал Ф. М. Апраксин (1708 год)[4];
- капитан Фридрих Вилимовский (1709—1710 годы).

## История службы

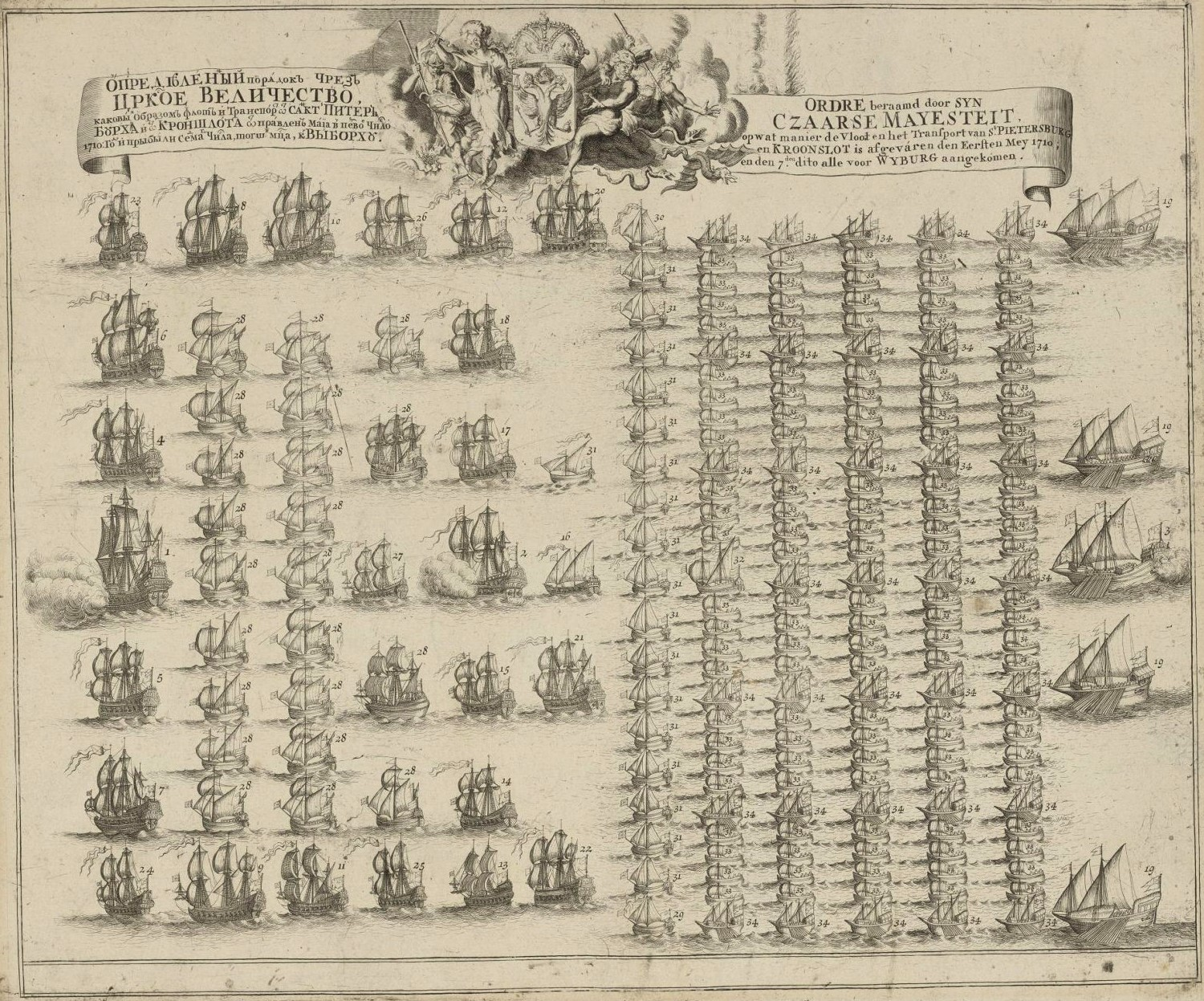
Порядок построения Балтийского флота во время похода к Выборгу

Праусный фрегат был заложен на стапеле Олонецкой верфи 9 (20) июля 1706 года и после спуска на воду 8 (19) июня 1707 года вошёл в состав Балтийского флота России. Строительство вёл корабельный мастер Выбе Геренс.
Принимал участие в Северной войне. Ежегодно в кампании с 1708 по 1711 год в составе эскадры кораблей Балтийского флота принимал участие в действия флота по защите Санкт-Петербурга у Кроншлота, в том числе в ежегодных учебных манёврах на рейде, а на зимовку каждый год уходил в Неву.
В 1708 году выполнял функции флагманского корабля Балтийского флота. В списке «судов царского флота», находившегося в мае 1708 года на якорях в тридцати верстах от Санкт-Петербурга между островом Ричарда и Кроншлотом под общим командованием генерал-адмирала Ф. М. Апраксина и вице-адмирала К. И. Крюйса, составленном английским дипломатом Чарльзом Уитвортом, фигурирует во главе отряда из 12 кораблей, состоявшего из кораблей «Думкрат», «Олифант», «Нарва», «Санкт-Петербург», «Святой Михаил», «Ивангород», «Триумф», «Кроншлот», «Фама», «Дерпт», «Штандарт» и «Шлиссельбург.
В кампанию 1710 года в мае принимал участие в ледовом походе кораблей Балтийского флота от Кроншлота в Выборгу. С 1 (12) мая по 14 (25) мая находился в составе эскадры кораблей под командованием Петра I и сопровождал транспортные суда до Берёзовых островов. При этом 6 (17) мая оказывал активное участие затёртым льдами транспортным судам, пробился к ним под полными парусами и вывел из ледяной ловушки.
В кампанию 1712 года фрегат в море не выходил, а в следующем 1713 году он был разобран у острова Котлин.

### Комментарии
1. ↑  Калибр орудия в фунтах соответствует весу ядра орудия данного калибра (в русской артиллерии вес измерялся в артиллерийских фунтах, равных 0,491 килограмма). Таким образом, масса 24-фунтового ядра в системе СИ соответствовала 11,78 кг.
2. ↑  Всего в списке фигурирует 12 линейных кораблей с 372 орудиями и 1540 членами экипажей, 8 галер с 64 орудиями и 4000 членами экипажей, 6 брандеров, 2 бомбардирских корабля и 305 мелких судов[7].